# Scaptomyza lobifera
Scaptomyza lobifera är en tvåvingeart som beskrevs av Hardy 1965. Scaptomyza lobifera ingår i släktet Scaptomyza och familjen daggflugor. Inga underarter finns listade i Catalogue of Life.